# Johann Samuel Hering
Johann Samuel Hering (* 12. Januar 1683 in Stargard in Pommern; † 10. März 1752 in Stettin) war ein deutscher Jurist, Historiker und Gymnasialprofessor.

## Leben
Johann Samuel Herings Vater, Magister Matthias Hering, war Pastor an der Heiligen-Geist-Kirche in Stargard, sein Großvater Matthias Hering war Bürgermeister der Stadt Neuwedell. Johann Samuel Hering studierte zunächst an der Universität Greifswald. Später wechselte er an die Universität Frankfurt (Oder), wo er 1706 zum Doktor der Rechte promoviert wurde. 
Hering arbeitete zunächst als Advokat in Stettin. Durch den schwedischen König Karl XII. wurde er 1715 zum Adjunkt der juristischen Fakultät und zum Syndikus der Universität Greifswald berufen. Doch bereits im folgenden Jahr 1716 wurde er durch den preußischen König Friedrich Wilhelm I. zurück nach Stettin geholt, wo er bis an sein Lebensende Professor der Rechte am Akademischen Gymnasium war. In den folgenden Jahren wurde er königlich-preußischer Jagdrat, Kammeranwalt sowie Regierungs- und Hofgerichtsadvokat bei der obersten Provinzial-Justizbehörde in Stettin.
Hering verfasste neben juristischen Schriften auch solche zu historischen Themen wie der Geschichte Stettins.
Sein Sohn August Gottlieb Ludwig Hering wurde Hofgerichtsrat in Köslin und ist als Dichter geistlicher Lieder hervorgetreten. 

## Schriften (Auswahl)
- Historische Nachrichten von den beiden Collegiatkirchen zu St. Marien und St. Otto zu Stettin. Stettin 1725.
- Historische Nachricht von der Stadt Stettin. Stettin 1726.
- Das dem pommerschen Herzog Erico II. gestörte Plaisir einer Jagd bei Horst, in Folge dessen der gewaltsame Tod von vier Greifswalder Bürgermeistern, unter ihnen der berühmte Begründer der Greifswalder Universität, Dr. Rubenow. Stettin 1727. (Digitalisat evtl. einer Nachauflage im VD 18 Digital)
- Unvorgreiffliche Gedancken, über die Frage: Wenn das heutige Papier so aus zerstossenen und gestampfften Leinwands-Lappen verfertiget, erfunden worden? Und wie lange es wol in Pommern schon mag in Gebrauch gewesen seyn? Stettin 1736. (Digitalisat in der Digitalen Bibliothek Mecklenburg-Vorpommern)